# Kossouka (département)
Kossouka est un département et une commune rurale de la province du Yatenga, situé dans la région du Nord au Burkina Faso.

## Géographie

### Démographie
- En 2003, le département comptait 16 205 habitants estimés[2].
- En 2006, le département comptait 17 197 habitants recensés[3].
- En 2019, le département comptait 26 912 habitants recensés[1].

## Administration

### Villages
Le département et la commune rurale de Kossouka est administrativement composé de dix-neuf villages, dont le village chef-lieu homonyme (données de population consolidées en 2012, issues du recensement général de 2006) :
- Bascouda (437 habitants)
- Bissiguin (458 habitants)
- Iki (270 habitants)
- Inou (1 066 habitants)
- Kangarin (787 habitants)
- Kapelgo-Tangaye (217 habitants)
- Kiébléga (2 229 habitants)
- Kossouka (5 791 habitants), chef-lieu
- Longuin (93 habitants)
- Magarougou (764 habitants)
- Samtaga (356 habitants)
- Sassaka-Fulbé (211 habitants)
- Sassaka-Mossi (1 705 habitants)
- Sékéba (601 habitants)
- Selmiougou (86 habitants)
- Toéguin-Mossi (353 habitants)
- Toéguin-Yarcé (124 habitants)
- Yamsindé-Mossi (1 030 habitants)
- Yamsindé-Yarcé (619 habitants)